# William Cowhig
William Cowhig (* 5. April 1887 in Maesteg, Wales; † 16. August 1964 in Rugby) war ein britischer Turner.

## Erfolge
William Cowhig gab 1908 in London sein Olympiadebüt und trat dort im Mannschaftsmehrkampf an, einem der beiden Wettkämpfe im Geräteturnen. Mit der britischen Mannschaft kam er dabei nicht über den achten und damit letzten Platz hinaus. Vier Jahre darauf nahm er an den Olympischen Spielen in Stockholm auch im Einzelmehrkampf teil und platzierte sich auf dem 29. Rang. Darüber hinaus gehörte Cowhig zur britischen Turnriege im Mannschaftsmehrkampf. Dabei traten insgesamt fünf Mannschaften an, die aus 16 bis 40 Turnern bestanden und während des einstündigen Wettkampfs gleichzeitig antreten mussten. Bewertet wurden neben der Ausführung der Übungen an den Geräten auch das Verlassen und der Wechsel der Geräte sowie der Einmarsch zu Beginn. Am Ende wurden anhand eines Durchschnittswerts der einzelnen Nationen die Abschlussplatzierungen ermittelt. Neben den Briten traten auch Turnriegen aus Italien, Ungarn, dem Deutschen Reich und Luxemburg an. Mit 53,15 Punkten setzten sich die Italiener gegen ihre Konkurrenten durch. Die Ungarn erzielten indes 45,45 Punkte und belegten damit vor den drittplatzierten Briten mit 36,90 Punkten den zweiten Platz. Cowhig gewann somit zusammen mit Albert Betts, Sidney Cross, Harry Dickason, Herbert Drury, Bernard Franklin, Leonard Hanson, Samuel Hodgetts, Charles Luck, William MacKune, Ronald McLean, Alfred Messenger, Henry Oberholzer, Edward Pepper, Edward Potts, Reginald Potts, George Ross, Charles Simmons, Arthur Southern, William Titt, Charles Vigurs, Samuel Walker und John Whitaker die Bronzemedaille.
Auch bei den Olympischen Spielen 1920 in Antwerpen war Cowhig Teil der britischen Turnriege im Mannschaftsmehrkampf. Diesmal schlossen die Briten den erneut fünf Mannschaften umfassenden Wettkampf mit 299,115 Punkten auf dem letzten Platz ab, knapp hinter den mit 305,255 Punkten viertplatzierten Tschechoslowaken, aber weit hinter den Medaillenrängen, die Italien, Belgien und Frankreich belegten.
Cowhig wurde wie sein Vater Kohleminenarbeiter in Südwales. 1906 wurde er mit dem Powell’s Tillery Gymnastics Club walisischer Mannschaftsmeister. Zwischen 1910 und 1921 gewann er auch sechsmal den walisischen Titel bei den Einzelmeisterschaften. 1913 belegte er bei den britischen Einzelmeisterschaften den zweiten Platz hinter Leonard Hanson. In den 1930er-Jahren war Cowhig als Sportlehrer tätig sowie später als Wertungsrichter im Turnen und Schatzmeister einer Tischtennisliga.